# Station Issou - Porcheville
Station Issou - Porcheville is het spoorwegstation van de Franse gemeenten Issou en Porcheville, maar het ligt op het grondgebied van Issou.  Het ligt aan de spoorlijn Paris-Saint-Lazare - Mantes-Station via Conflans-Sainte-Honorine, dus over de noordoever van de Seine. Het station ligt op kilometerpunt 51,321 van die lijn.
Het station wordt aangedaan door treinen van Transilien lijn J tussen Paris Saint-Lazare en Mantes-la-Jolie.

## Vorig en volgend station
| Richting        | Vorig station | Lijn    | Volgend station | Richting           |
| --------------- | ------------- | ------- | --------------- | ------------------ |
| Mantes-la-Jolie | Limay         | Trans J | Gargenville     | Paris Saint-Lazare |